# Johann Palisa
| Odkryte planetoidy: 122 | Odkryte planetoidy: 122 |
| ----------------------- | ----------------------- |
| (136) Austria           | 18 marca 1874           |
| (137) Meliboea          | 21 kwietnia 1874        |
| (140) Siwa              | 13 października 1874    |
| (142) Polana            | 28 stycznia 1875        |
| (143) Adria             | 23 lutego 1875          |
| (151) Abundantia        | 1 listopada 1875        |
| (153) Hilda             | 2 listopada 1875        |
| (155) Scylla            | 8 listopada 1875        |
| (156) Xanthippe         | 22 listopada 1875       |
| (178) Belisana          | 6 listopada 1877        |
| (182) Elsa              | 7 lutego 1878           |
| (183) Istria            | 8 lutego 1878           |
| (184) Dejopeja          | 28 lutego 1878          |
| (192) Nausikaa          | 17 lutego 1879          |
| (195) Eurykleia         | 19 kwietnia 1879        |
| (197) Arete             | 21 maja 1879            |
| (201) Penelope          | 7 sierpnia 1879         |
| (204) Kallisto          | 8 października 1879     |
| (205) Martha            | 13 października 1879    |
| (207) Hedda             | 17 października 1879    |
| (208) Lacrimosa         | 21 października 1879    |
| (210) Isabella          | 12 listopada 1879       |
| (211) Isolda            | 10 grudnia 1879         |
| (212) Medea             | 6 lutego 1880           |
| (214) Aschera           | 29 lutego 1880          |
| (216) Kleopatra         | 10 kwietnia 1880        |
| (218) Bianca            | 4 września 1880         |
| (219) Thusnelda         | 30 września 1880        |
| (220) Stephania         | 19 maja 1881            |
| (221) Eos               | 18 stycznia 1882        |
| (222) Lucia             | 9 lutego 1882           |
| (223) Rosa              | 9 marca 1882            |
| (224) Oceana            | 30 marca 1882           |
| (225) Henrietta         | 19 kwietnia 1882        |
| (226) Weringia          | 19 lipca 1882           |
| (228) Agathe            | 19 sierpnia 1882        |
| (229) Adelinda          | 22 sierpnia 1882        |
| (231) Vindobona         | 10 września 1882        |
| (232) Russia            | 31 stycznia 1883        |
| (235) Carolina          | 28 listopada 1883       |
| (236) Honoria           | 26 kwietnia 1884        |
| (237) Coelestina        | 27 czerwca 1884         |
| (239) Adrastea          | 18 sierpnia 1884        |
| (242) Kriemhild         | 22 września 1884        |
| (243) Ida               | 29 września 1884        |
| (244) Sita              | 14 października 1884    |
| (248) Lameia            | 5 czerwca 1885          |
| (250) Bettina           | 3 września 1885         |
| (251) Sophia            | 4 października 1885     |
| (253) Mathilde          | 12 listopada 1885       |
| (254) Augusta           | 31 marca 1886           |
| (255) Oppavia           | 31 marca 1886           |
| (256) Walpurga          | 3 kwietnia 1886         |
| (257) Silesia           | 5 kwietnia 1886         |
| (260) Huberta           | 3 października 1886     |
| (262) Valda             | 3 listopada 1886        |
| (263) Dresda            | 3 listopada 1886        |
| (265) Anna              | 25 lutego 1887          |
| (266) Aline             | 17 maja 1887            |
| (269) Justitia          | 21 września 1887        |
| (273) Atropos           | 8 marca 1888            |
| (274) Philagoria        | 3 kwietnia 1888         |
| (275) Sapientia         | 15 kwietnia 1888        |
| (276) Adelheid          | 17 kwietnia 1888        |
| (278) Paulina           | 16 maja 1888            |
| (279) Thule             | 25 października 1888    |
| (280) Philia            | 29 października 1888    |
| (281) Lucretia          | 31 października 1888    |
| (286) Iclea             | 3 sierpnia 1889         |
| (290) Bruna             | 20 marca 1890           |
| (291) Alice             | 25 kwietnia 1890        |
| (292) Ludovica          | 25 kwietnia 1890        |
| (295) Theresia          | 17 sierpnia 1890        |
| (299) Thora             | 6 października 1890     |
| (301) Bavaria           | 16 listopada 1890       |
| (304) Olga              | 14 lutego 1891          |
| (309) Fraternitas       | 6 kwietnia 1891         |
| (313) Chaldaea          | 30 sierpnia 1891        |
| (315) Constantia        | 4 września 1891         |
| (320) Katharina         | 11 października 1891    |
| (321) Florentina        | 15 października 1891    |
| (324) Bamberga          | 25 lutego 1892          |
| (326) Tamara            | 19 marca 1892           |
| (569) Misa              | 27 lipca 1905           |
| (583) Klotilde          | 31 grudnia 1905         |
| (652) Jubilatrix        | 4 listopada 1907        |
| (671) Carnegia          | 21 września 1908        |
| (687) Tinette           | 16 sierpnia 1909        |
| (688) Melanie           | 25 sierpnia 1909        |
| (689) Zita              | 12 września 1909        |
| (703) Noëmi             | 3 października 1910     |
| (710) Gertrud           | 28 lutego 1911          |
| (711) Marmulla          | 1 marca 1911            |
| (716) Berkeley          | 30 lipca 1911           |
| (718) Erida             | 29 września 1911        |
| (719) Albert            | 3 października 1911     |
| (722) Frieda            | 18 października 1911    |
| (723) Hammonia          | 21 października 1911    |
| (724) Hapag             | 21 października 1911    |
| (725) Amanda            | 21 października 1911    |
| (728) Leonisis          | 16 lutego 1912          |
| (730) Athanasia         | 10 kwietnia 1912        |
| (734) Benda             | 11 października 1912    |
| (750) Oskar             | 28 kwietnia 1913        |
| (782) Montefiore        | 18 marca 1914           |
| (783) Nora              | 18 marca 1914           |
| (794) Irenaea           | 27 sierpnia 1914        |
| (795) Fini              | 26 września 1914        |
| (803) Picka             | 21 marca 1915           |
| (827) Wolfiana          | 29 sierpnia 1916        |
| (828) Lindemannia       | 29 sierpnia 1916        |
| (867) Kovacia           | 25 lutego 1917          |
| (876) Scott             | 20 czerwca 1917         |
| (902) Probitas          | 3 września 1918         |
| (903) Nealley           | 13 września 1918        |
| (932) Hooveria          | 23 marca 1920           |
| (941) Murray            | 10 października 1920    |
| (964) Subamara          | 27 października 1921    |
| (975) Perseverantia     | 27 marca 1922           |
| (996) Hilaritas         | 21 marca 1923           |
| (1073) Gellivara        | 14 września 1923        |
| (14309) Defoy           | 22 września 1908        |

Johann Palisa (ur. 6 grudnia 1848 w Opawie (Troppau), zm. 2 maja 1925 w Wiedniu) – austriacki astronom, odkrył 122 planetoidy. Był pierwszym astronomem, któremu udało się odkryć więcej niż 50 planetoid.

## Życie i działalność

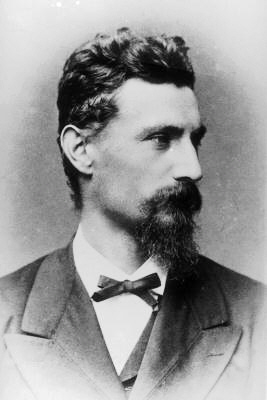
Johann Palisa (ok. 1900)

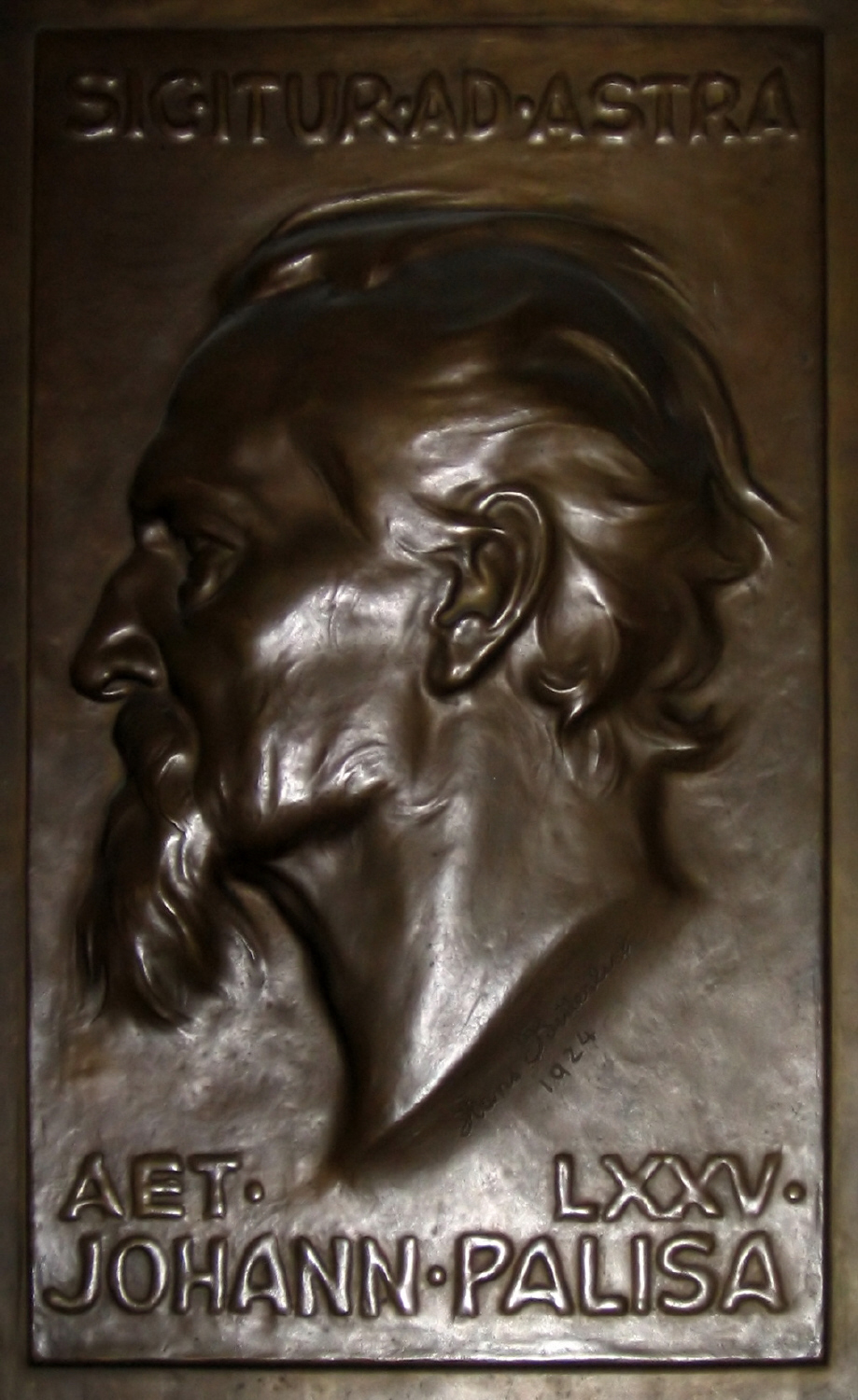
Płyta pamiątkowa w Obserwatorium Uniwersytetu Wiedeńskiego

W latach 1866–1870 studiował matematykę i astronomię na Uniwersytecie Wiedeńskim. Nie ukończywszy studiów, został w 1870 asystentem w uniwersyteckim obserwatorium. Rok później został zatrudniony w obserwatorium w Genewie, a w 1872 został dyrektorem obserwatorium marynarki wojennej w Puli (obecnie Chorwacja), gdzie za pomocą niewielkiego, sześciocalowego refraktora odkrył swoją pierwszą planetoidę – (136) Austria, a także 27 innych oraz kometę C/1879 Q1 (Palisa). W 1880 zrezygnował ze stanowiska dyrektora obserwatorium na rzecz stanowiska adiunkta w nowo wybudowanym Obserwatorium Wiedeńskim. Było to znaczne obniżenie jego rangi, ale w Wiedniu mógł korzystać z 27" refraktora, wówczas największego na świecie.
W 1884 ukończył doktorat. Pozostałych swoich odkryć dokonał w Obserwatorium Wiedeńskim, gdzie w 1908 został zastępcą dyrektora. Po przejściu na emeryturę w 1919 nadal korzystał z możliwości pracy w obserwatorium.
W 1883 brał udział w ekspedycji na Tahiti, której celem była obserwacja zaćmienia Słońca. Poszukiwał wówczas Wulkana, hipotetycznej planety submerkurialnej.
Palisa odkrył 122 planetoidy, wszystkie metodą wizualną, tzn. bez użycia fotografii. Pierwsze i ostatnie odkrycie dzieli aż 49 lat (1874–1923). Do tej pory pozostaje rekordzistą pod względem liczby odkrytych wizualnie planetoid.
10 skatalogowanych przez Palisę obiektów typu „mgławicowego” znalazło się w New General Catalogue (NGC), a kolejne 5 w dwóch suplementach Index Catalogue (IC); wszystkie okazały się galaktykami. Niektóre, jak się później okazało, były jednak wcześniej obserwowane przez innych astronomów, tak więc Palisa pozostaje faktycznym odkrywcą siedmiu obiektów NGC (NGC 927, NGC 2926, NGC 2944, NGC 3071, NGC 3094, NGC 3116, NGC 4587) i czterech IC (IC 1514, IC 1748, IC 4643, IC 5290).
Pomiędzy 1900 a 1908 wspólnie z Maksem Wolfem wydał fotograficzny atlas nieba, a w 1910, już samodzielnie, katalog gwiazd.
Dwie z odkrytych przez niego planetoid były celem misji sond kosmicznych:
- (243) Ida – sonda Galileo w roku 1993
- (253) Mathilde – sonda NEAR Shoemaker w roku 1997

Palisa był dwukrotnie żonaty. Z pierwszego małżeństwa miał siedmioro dzieci, z czego troje zmarło za jego życia. Jego pierwsza żona zmarła w 1901 roku. Dwie jego córki wyszły za mąż za astronomów – Helene za Friedricha Bidschofa, a Hedwig za Josepha Rhedena, współpracownika Palisy.

## Nagrody i wyróżnienia
- W 1876 nagroda Lalande’a Paryskiej Akademii Nauk za odnalezienie zagubionej planetoidy (66) Maja[4].
- Od jego nazwiska pochodzi nazwa planetoidy (914) Palisana[7], krateru Palisa na Księżycu[8] oraz regionu Palisa Regio na planetoidzie Ida[9].